# Jan Werkman
Jan Werkman (soms ook: Werkmann) (Vlissingen, 3 maart 1854 – ?, 30 november 1925) was een Nederlands componist en militaire kapelmeester.
Hij was militair kapelmeester in 's-Hertogenbosch en Maastricht, maar ook dirigent van bijvoorbeeld Fanfare St. Caecilia Schimmert. Als componist schreef hij werken voor harmonie- en fanfareorkesten.

## Composities

### Werken voor harmonie- en fanfareorkesten
- Entre nous, mars
- Fantaisie
- L'amabile ouverture
- La Petite Fée, ouverture
- Lang zal hij leven, mars
- Patrouille, mars
- Souvenir Marsch
- Tirailleurs-Mars
- Welkom Mars